# Filarmonica della Fenice
L'Orchestra Filarmonica della Fenice è stata costituita nel 2007 per volontà dei professori d'orchestra stabili del teatro omonimo e ha iniziato la sua attività' nel 2010 con un concerto inaugurale diretto dal maestro Riccardo Chailly.

## Finalità
L'Orchestra Filarmonica della Fenice svolge la propria attività in sintonia con il Consiglio di Amministrazione della Fondazione Teatro La Fenice, proponendo la promozione e la diffusione della musica, con particolare riferimento al genere sinfonico, in ambito regionale, nazionale ed internazionale. Ciò si svolge in totale autonomia di gestione, e sempre nel perseguimento di un alto profilo e prestigio artistico-musicale. A tale scopo la Filarmonica realizza le proprie stagioni di concerti presso il Teatro la Fenice e sviluppa contestualmente intense relazioni con molteplici realtà culturali per la promozione della propria attività in Italia ed all'estero, avvalendosi della collaborazione di prestigiosi direttori d'orchestra e di solisti di fama internazionale. Particolare attenzione viene posta al rapporto con le nuove generazioni, sia intrattenendo uno stretto contatto con gli spettatori in età scolare, vale a dire il pubblico di domani, sia dedicando una particolare attenzione alla crescita professionale dei giovani di talento che muovono i primi passi nel difficile mondo della musica. Si tratta di un percorso difficile, che però condurrà di certo a salvaguardare, difendere e diffondere la cultura musicale, mantenendo vivo l'interesse per ciò che è stato e non potrà non rimanere ineguagliabile patrimonio nazionale.

## L'orchestra
L'organico base dell'orchestra filarmonica è composto da circa 90 soci, professori con contratto a tempo indeterminato all'interno della Fondazione del Teatro la Fenice; a seconda delle esigenze e del repertorio l'organico viene ampliato ricorrendo a collaborazioni esterne di Professori d'orchestra di comprovata fama ed esperienza.

## Direttori e Solisti
I direttori ospiti invitati alle stagioni sinfoniche della Filarmonica sono Riccardo Chailly, Diego Matheuz, Omer Meir Wellber, Aziz Shokakimov, Daniele Rustioni, Marcus Stenz, Susanna Malkki, Kirill Karabits, Antonello Manacorda.
La Filarmonica ospita costantemente all'interno delle sue stagioni giovani solisti di fama internazionale quali i pianisti Anna Winniskaia e Chen Guang, i violinisti Nicola Benedetti e Antie Weithas, il cornista Alessio Allegrini, i violoncellisti Mario Brunello e Enrico Bronzi.
Nel 2011 l'orchestra ha accompagnato il cantante Sting in un concerto dal titolo “ Simphonicity” svoltosi in Piazza San Marco a Venezia.
Nel 2015 ha avuto come ospite il gruppo vocale inglese “ The Swingle Singers” con i quali ha eseguito la sinfonia di Luciano Berio per otto voci e orchestra e brani del loro repertorio.

## Prove aperte alle Scuole
Dal 2015 la Filarmonica inizia un'attivata di collaborazione con le scuole, dalle primarie ai licei musicali, che consiste nell'apertura delle prove generali di ogni concerto agli studenti. Ogni prova aperta è preceduta da una spiegazione dei brani e del programma curata da un musicologo e dal direttore d'orchestra. L'iniziativa ha avuto un notevole successo con una media di quattrocento studenti a concerto e costituirà un appuntamento ﬁsso per le prossime produzioni.

## Struttura e Consiglio di Amministrazione
La struttura istituzionale della Filarmonica è composta da un'assemblea di soci, tutti professori d'orchestra stabili del Teatro La Fenice che elegge un consiglio di amministrazione composto da sette consiglieri soci e il presidente, ﬁgura che arriva spesso dal mondo dell'imprenditoria; un ottavo consigliere è nominato dalla Fondazione Teatro La Fenice: sin dall'inizio quest'ultimo è il direttore artistico del teatro stesso.
L'associazione prevede uno statuto, redatto su modello di quello dei Wiener Philharmoniker e la Filarmonica della Scala, un regolamento interno e una convenzione stipulata con la Fondazione Teatro La Fenice.
Il primo presidente è stato il prof. Umberto Veronesi, noto al mondo per il suo impegno nella lotta ai tumori, attualmente detiene la carica di presidente onorario; si sono poi succeduti Adolfo Vannucci noto imprenditore italiano e l'attuale, il commendatore Luciano Guerrato proprietario dell'omonima società leader mondiale nella costruzione di strutture ospedaliere.